# Logan Emory
Logan Emory (Boise, 10 gennaio 1988) è un ex calciatore statunitense, di ruolo difensore.

## Carriera
In carriera ha giocato in totale 26 partite nella MLS.

## Palmarès

### Club

#### Competizioni nazionali
- Canadian Championship: 1

Toronto FC: 2012